# Ikai Tane
Ikai Tane (jap. 猪飼 たね; * 18. Januar 1879 in Kansei, Landkreis Aichi (heute Minato-ku, Nagoya); † 12. Juli 1995 in Nagoya, Japan) war eine japanische Supercentenarian und 1994–1997 der zweitälteste Mensch aller Zeiten.

## Leben
Ikai wurde 1879 als dritte Tochter der sechs Kinder einer Bauernfamilie in der Präfektur Aichi geboren. Im Alter von 20 Jahren heiratete sie, sie bekam drei Söhne und eine Tochter. 1917, mit 38 Jahren, trennte sich von ihrem Ehemann. Im Jahr 1968 kam sie 89-jährig in ein Altenheim. Mit 109 Jahren erlitt sie 1988 einen Schlaganfall und wurde in ein Krankenhaus verlegt, wo sie den Rest ihres Lebens bettlägerig verbrachte.
Seit dem Tod von Shirahama Waka am 16. Juni 1992 war Ikai die älteste lebende Japanerin und Asiatin. Am 14. April 1993 überschritt sie deren Alter und gehörte zu den 10 ältesten Personen aller Zeiten. Ab dem 14. August 1993 war Ikai unter den fünf ältesten, seit dem 30. Juli 1994 unter den ältesten drei. Vom 4. September 1994 bis zum 21. Februar 1997 war sie der zweitälteste Mensch aller Zeiten hinter der Französin Jeanne Calment. Die älteste lebende Person wurde Ikai allerdings nie, da Calment vier Jahre vor ihr geboren wurde und erst zwei Jahre nach ihr starb. Am 12. Juli 1995 starb Ikai im Alter von 116 Jahren und 175 Tagen in Nagoya an Nierenversagen. Keines ihrer Kinder überlebte sie.
Die älteste Japanerin und Asiatin aller Zeiten blieb Ikai noch bis zum 28. August 2014, als Ōkawa Misao sie überholte. Für Guinness World Records galt bis 2010 allerdings noch der Rekord von Izumi Shigechiyo als ältester Japaner und Asiate, bis ihm dieser nachträglich aberkannt wurde. Als Tajima Nabi am 26. Januar 2017 Ikais Alter übertraf, fiel diese aus der Liste der 10 ältesten Menschen heraus.